# Санта-Рита-ди-Касия (Баия)
Са́нта-Ри́та-ди-Ка́сия (порт. Santa Rita de Cássia) — муниципалитет в Бразилии, входит в штат Баия. Составная часть мезорегиона Крайний запад штата Баия. Входит в экономико-статистический микрорегион Котежипи. Население составляет 24 605 человек на 2007 год. Занимает площадь 6071,116 км². Плотность населения — 4,1 чел./км².
Праздник города — 26 марта.

## История
Город основан в 1840 году.

## Статистика
- Валовой внутренний продукт на 2004 год составляет 64 758 000,00 реалов (данные: Бразильский институт географии и статистики).
- Валовой внутренний продукт на душу населения на 2004 год составляет 2650 реалов (данные: Бразильский институт географии и статистики).
- Индекс развития человеческого потенциала на 2000 год составляет 0,651 (данные: Программа развития ООН).

## География
Климат местности: тропический. В соответствии с классификацией Кёппена, климат относится к категории Aw.

## Галерея

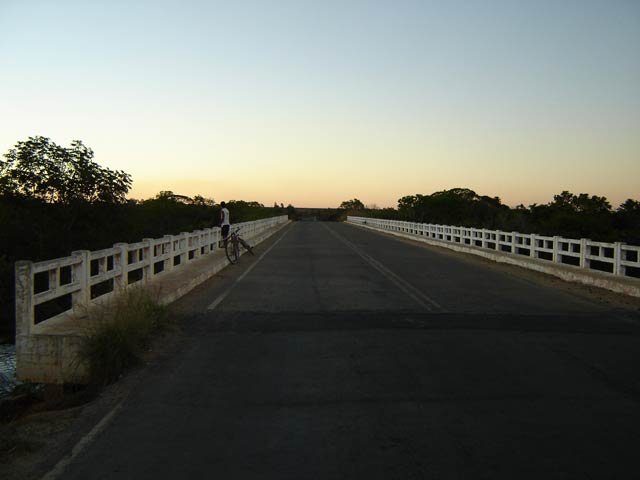
Мост